# Letenské náměstí
Letenské náměstí v městské části Praha 7 se nachází ve dvou čtvrtích – Bubeneč (čísla 1 až 4) a Holešovice (čísla 5 a výš). Bubenečská část je mezi ulicemi Ovenecká a Šmeralova. Po severní straně náměstí vede frekventovaná silnice ve směru ulic Milady Horákové – Veletržní, která je součást Karlovarské radiály. Západně od náměstí je Letenský tunel, který v roce 1953 propojil silnici s vltavským nábřežím. Na náměstí je tramvajová zastávka, která je součást tramvajové tratě Strossmayerovo náměstí – Hradčanská – Malovanka.

## Historie
Letenské náměstí vzniklo v roce 1912 po výstavbě činžovních domů v okolí. Dlouho tu bylo tržiště převážně s ovocem a zeleninou, které v 80. letech 20. století nahradil moderní pavilón s prodejem potravin. Ten byl po roku 2000 rekonstruován a dnes je tu supermarket.

## Budovy, firmy a instituce
- kavárna Ye's kafe – Letenské náměstí 5[4]
- Bageterie Boulevard – Letenské náměstí 6[5]
- potraviny Billa – Letenské náměstí 7